# ライムギ属
ライムギ属（学名 : Secale）は、イネ目イネ科に分類される植物の一属。主な種としてライムギがある。
一年生または多年生の草本植物を含み、稈長は25から120センチメートル、小穂長は6から15センチメートルである。ライムギ属の特徴は、それぞれの小穂に2つの小花がつくことである。オオムギとは異なり、一穂節に一つの小穂がつく。かつてライムギ属に分類されていた、1つの小穂により多くの花をつける種はEremopyrum属あるいはDasypyrum属に移動している。
ライムギ属の全ての種は14本の染色体を持ち、ゲノムを表す記号として「R」があてられている。6度の大きな染色体転座や、コムギ属との交雑、遺伝子重複によって、種分化とゲノム進化が進んできたと考えられている。
ライムギ属はコムギ属とオオムギ属と共通の祖先を持ち、それらとは960万年前、1500万年前に分かれた。ライムギ属の分類は、栽培種と野生種の中間の特性を持つ多くの一年生雑草品種の存在や、多くの多年生野生品種の存在などにより非常に困難である。数多くの分類が提唱されているが、2倍体のS. cereale、S. strictum,、S. sylvestreの3種を含むとする1998年に発表された分類が多くの分類学者によって支持されている。S. sylvestreは最も古くに分化した種で、一年生の野生種である。栽培種とは交雑しずらい。S. strictumは多年生の野生種であり、2亜種を含む。ライムギ（S. cereale）はともに一年生の栽培亜種（S. cereale ssp. cereale）とその祖先品種を含む雑草亜種S. cereale ssp. ancestraleを含む。

## 下位分類
Frederiksen and Petersen (1998)にもとづく下位分類。
- Secale Strictum C. Presl（シノニム：Triticum strictum C. Presl、Secale montanum Guss.、T. cereale var. montanum (Guss.) Kuntze、S. cereale var. montanum (Guss.) Fiori、S. Frumentum
  - 亜種：S. Strictum ssp. Strictum（シノニム：S. anabolism Boiss、S. dalmaticum Vis、S. serbicum PanÈic ex Griseb、S. kuprijanovii Grossh.、S. chaldicum Fed、S. daralagesi Tumanian、S. rhodopaeum Delip、S. perenne Hortor in Fisch. & C. A. Mey.）
  - 亜種：S. Strictum ssp. Africanum (Stapf) K. Hammer（シノニム：S. africanum Stapf、S. montanum ssp. africanum (Stapf)）
- Secale sylvestre Host（シノニム：Triticum silvestre (Host) Asch. & Graebn、T. campestre (Kit.) Kit. ex Roem. & Schult、S. fragile M. Bieb、S. cereale M. Bieb、S. glaucum d’Urv、S. spontaneum Fisch.）
- Secale cereale L. - ライムギ[7]
  - 亜種：Secale cereale spp. Cereale （シノニム：S. cereale ssp. indo-europaeum Antropov & Antropova in Roshev、S. trijlorum P. Beauv.）
  - 亜種：Secale cereale spp. Ancestrale Zhuk.（シノニム：S. ancestrale (Zhuk.) Zhuk.）

WFO Plant listによる分類
- Secale africanum Stapf
- Secale anatolicum Boiss.
- Secale cereale L. - ライムギ
- Secale ciliatiglume (Boiss.) Grossh.
- Secale iranicum Kobyl.
- Secale segetale (Zhuk.) Roshev.
- Secale strictum (C.Presl) C.Presl
- Secale sylvestre Host
- Secale vavilovii Grossh.